# Parafia Podwyższenia Krzyża Świętego w Żołędowie
Parafia Podwyższenia Krzyża Świętego w Żołędowie – parafia rzymskokatolicka w dekanacie Osielsko diecezji bydgoskiej.
Utworzona w 1582.
Miejscowości należące do parafii: Augustowo, Nekla, Linówiec, Strzelce Leśne i Żołędowo.